# Upsilon Andromedae c

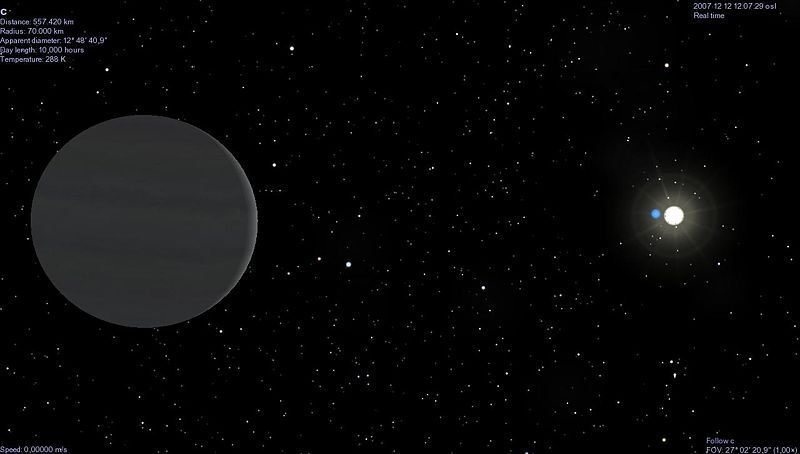
Impressão de artista de Upsilon Andromedae c.

Upsilon Andromedae c, nomeado como Samh, é um exoplaneta situado a cerca de 44 anos-luz da Terra, na constelação de Andrômeda, a aproximadamente 10 graus da Galáxia de Andrômeda. O planeta requer 241,2 dias para orbitar a estrela binária composta por Upsilon Andromedae A (uma análoga solar) e Upsilon Andromedae B (uma anã vermelha).
Seu descobrimento, ocorrido em abril de 1999 por Geoffrey Marcy e R. Paul Butler, fez com que Upsilon Andromedae se tornasse na primeira estrela conhecida (excetuando o pulsar Lich) com um sistema planetário de vários componentes. Upsilon Andromedae c é o segundo planeta em ordem de distância com respeito a sua estrela, entre Upsilon Andromedae b e Upsilon Andromedae d.